# A'Lelia Walker
A'Lelia Walker, vero nome Lelia McWilliams (Vicksburg, 6 giugno 1885 – Long Branch, 17 agosto 1931), è stata un'imprenditrice e mecenate statunitense.
Nel 1919 eredita dalla madre Madam C. J. Walker un'azienda di grande successo nel campo della cosmesi. Per la sua bellezza e il suo stile nel vestire viene soprannominata "Mahogany Millionairess". 
La sua vita ispira molti cantanti, poeti e scultori della Harlem Renaissance. Secondo Langston Hughes lei è la dea della gioia della Harlem degli anni 1920. Zora Neale Hurston scrive una canzone su di lei e sua madre. Carl Van Vechten la prende come esempio per un personaggio del suo Nigger Heaven.
Negli anni venti si fa mecenate proprio degli artisti dell'Harlem Renaissance.
La sua azienda entra in crisi, come molte altre, con la Grande depressione del 1929.